# Волчий-Второй
Волчий-Второй — хутор в Волоконовском районе Белгородской области России. В составе Волчье-Александровского сельского поселения.

## География
Хутор расположен в восточной части Белгородской области, на левом берегу реки Волчьей, в 18,5 км к западу от районного центра Волоконовки. Чуть выше по руслу Волчьей расположены ближайшие населённые пункты: село Волчья Александровка на противоположном берегу и хутор Новодевичий на том же берегу. Помимо Волчьей Александровки, в Волоконовском районе имеется ещё один населённый пункт с перекликающимся названием — хутор Волчий-Первый.

## История
В перечне населенных пунктов Волоконовского района 1932 года — хутор Волчий 2-й числился в Волче-Александровском сельсовете.

## Население
В 1932 году хутор Волчий 2-й состоял из 528 жителей.
В 1979 году в Волчьем-Втором — 144 жителя; 84 жителя (37 мужчин, 47 женщин) — десять лет спустя.
В 1997 году в Волчьем-Втором насчитывались 41 хозяйство, 101 житель.
| 2002 | 2010 |
| ---- | ---- |
| 110  | ↘60  |

## Уроженцы Герои Советского Союза
Калинин, Николай_Никитович (1922—1943) — младший лейтенант Рабоче-крестьянской Красной Армии, участник Великой Отечественной войны, Герой Советского Союза (1944).